# Margaret Matthews
Margaret Rejean Matthews (Griffin, 5 agosto 1935) è un'ex lunghista e velocista statunitense.
Suo figlio Barry Wilburn ha giocato a football americano e canadese, vincendo sia il Super Bowl che la Grey Cup.

## Biografia
All'apice della carriera vinse la medaglia di bronzo nella staffetta 4×100 m ai Giochi olimpici di Melbourne 1956.

## Palmarès
| Anno | Manifestazione      | Sede      | Evento         | Risultato | Prestazione | Note |
| ---- | ------------------- | --------- | -------------- | --------- | ----------- | ---- |
| 1956 | Giochi olimpici     | Melbourne | Salto in lungo | 18ª (q)   | 5,12 m      |      |
| 1956 | Giochi olimpici     | Melbourne | 4×100 m        | Bronzo    | 44"9        |      |
| 1959 | Giochi panamericani | Chicago   | Salto in lungo | Argento   | 5,73 m      |      |